# قلم‌زنی (میناب)
قلم‌زنی، روستایی در دهستان کریان بخش کریان شهرستان میناب در استان هرمزگان ایران است.

## جمعیت
بر پایه سرشماری عمومی نفوس و مسکن در سال ۱۳۹۵، جمعیت این روستا برابر با ۳۴۴ نفر (۹۸ خانوار) بوده‌است.